# タスクに基づく言語指導法
タスクに基づく言語指導法、もしくはタスク中心教授法（英語: Task-based Language Teaching）は、第二言語習得研究において提唱された教授法、および教育思想である。特に、応用言語学者のマイケル・ロングが体系化したものを指して呼ぶ。学習者の立場からは、タスクに基づく言語学習（英語: Task-based language learning）とも表現される。

## 概説
ロングは、自身の提唱するの相互交流仮説を発展させ、タスクに基づく言語教授法を提唱した。言語習得は相互交流によって促進されるという主張に加え、意味中心の言語使用時に注意を形式に向けるというフォーカス・オン・フォームの理念、およびリチャード・シュミットの認識化仮説、そしてマンフレッド・ピーネマン(Manfred Pienemann)の処理可能性理論を取り入れ、ジョン・デューイの哲学思想などに基づき言語教育思想を体系化した。
タスクに基づく言語指導法の最大の特徴は、学習者に達成させるべき課題（タスク）を与え、言語を「学習対象」ではなく、課題達成に必須な道具として経験的に使用することを学習者に求めることにある。従って、タスクの評価はその課題がどの程度達成されたかによって行われ、発話の正確さよりも重視される。日本国内外問わず、従来の教授法では、事前に設定された文法事項や語彙を学習者に教え、その事項を使用した言語活動が行われ、指導した項目が定着しているかによって評価がなされてきた。従来の教授法とタスクに基づく教授法が大きく違うのは、従来の教授法が教授した知識の定着に重点を置くのに対し、タスクに基づく教授法はタスクを完遂させることを最重要視し、そのために必要となる文法事項や語彙を事前に特定しない点にある。従って、文法の指導は必ずタスクの後に行われることとなる。
また、経験主義の観点から、タスクを用いたシラバスデザインの決定に際しては、学習者のニーズが重視される。マイケル・ロングは、学習者の言語学習目的に合わせ、教師がターゲットタスクを作り上げ、そのタスクを遂行できるように成るために必要な、より遂行が容易な「教育タスク」を作成して配列することで、タスクシラバスが作成されるとする。

## 研究の展開
ピーター・スクハン(Peter Skehan)は、タスクを行っている学習者の発話の正確さ、複雑さ、流暢さの三側面はそれぞれ三竦みの関係にあるという相殺仮説を提唱した。それを基に、タスクの特性や遂行方法が学習者の発話のどの点を促すのかを実験で明らかにし、その結果に基づいて教師は発話の三側面をバランスよく指導できるタスクを用いるべきだと主張している。
スクハンの主張に対し、ピーター・ロビンソンは、学習者の注意資源は多面的であり、複雑性の高いタスクを用いることによって、学習者の発話の正確さ、そして複雑さを同時に高めることができるとする。また、発話の正確さ、複雑さの両面を高めることが出来るタスクの複雑性を決定づける要因を明らかにし、教師はその要因を複雑化させることによってのみタスクの配列が決定されると主張している。
このような科学的な理論構築の他、近年では2年に一度、タスクに基づく教授法のみを扱った国際学会が開催され、研究者同士のやり取りが活発になされている。

## 日本での影響
タスクに基づく言語教授法は、高島英幸、和泉伸一、松村昌紀などの英語教育学者、および応用言語学者によって日本にも紹介されてきている。
英語教育学者の高島英幸は、タスクシラバスを用いず、従来の文法シラバスを保持したまま、コミュニケーション活動の一環としてタスクを位置づけるタスク補助型言語指導（英: task-supported language learning）を推奨している。